# Вулиця Володимира Ложешнікова (Черкаси)
Вулиця Володимира Ло́жешнікова — вулиця в Черкасах названа на честь Володимира Ложешнікова.

## Розташування
Вулиця і починається і закінчується від вулиці Смілянської. Початок знаходиться на південному заході, неподалік перехрестя з вулицею Хоменка. Кінець розташований на північному сході біля моста під залізницею.

## Опис
Вулиця неширока, повністю асфальтована. На перетині з вулицею Вернигори створено автомобільне коло на Привокзальну площу перед залізничним вокзалом.

## Походження назви
Вулиця була утворена 1939 року і названа Привокзальною. Того ж року її було перейменовано на честь Надії Крупської, дружини Володимира Леніна. Під час німецької окупації, в 1941—1943 роках, вулиці тимчасово було повернуто стару назву. 22 лютого 2016 року вулиця була перейменована в сучасну назву.

## Будівлі
По вулиці розташовані багатоповерхові будинки та будівлі залізничної станції Черкаси, серед яких виділяється залізничний вокзал. Одразу за ним розташована автобусна станція № 2.